# Simon Pegg
Simon John Pegg (født 14. februar 1970) er en engelsk skuespiller, komiker, manuskriptforfatter, producer, sanger og instruktør. Pegg har bl.a. været med i Big Train.

## Filmografi
| År   | Titel                                                    | Rolle                           | Noter                                 | Ref.                    |
| ---- | -------------------------------------------------------- | ------------------------------- | ------------------------------------- | ----------------------- |
| 1999 | Tube Tales                                               | Clerk                           | Segment: "Steal Away"                 |                         |
| 1999 | Guest House Paradiso                                     | Mr. Nice                        |                                       |                         |
| 2001 | The Parole Officer                                       | Deflated Husband                |                                       |                         |
| 2002 | 24 Hour Party People                                     | Paul Morley                     |                                       |                         |
| 2004 | Shaun of the Dead                                        | Shaun Riley                     | Also co-writer                        |                         |
| 2005 | The League of Gentlemen's Apocalypse                     | Peter Cow                       |                                       |                         |
| 2005 | Land of the Dead                                         | Photo Booth Zombie              |                                       |                         |
| 2006 | Mission: Impossible III                                  | Benji Dunn                      |                                       |                         |
| 2006 | Big Nothing                                              | Gus                             |                                       |                         |
| 2006 | Free Jimmy                                               | Odd (voice)                     | Writer of the English version         |                         |
| 2007 | Grindhouse                                               | Cannibal                        | Segment: "Don't"                      |                         |
| 2007 | The Good Night                                           | Paul                            |                                       |                         |
| 2007 | Hot Fuzz                                                 | Sgt. Nicholas Angel             | Also co-writer                        |                         |
| 2007 | Run Fatboy Run                                           | Dennis Doyle                    | Also co-writer                        |                         |
| 2007 | Diary of the Dead                                        | Newsreader (voice)              | Cameo                                 |                         |
| 2008 | How to Lose Friends and Alienate People                  | Sidney Young                    |                                       |                         |
| 2009 | Star Trek                                                | Montgomery "Scotty" Scott       |                                       |                         |
| 2009 | Ice Age: Dawn of the Dinosaurs                           | Buck (voice)                    |                                       |                         |
| 2010 | Burke & Hare                                             | William Burke                   |                                       |                         |
| 2010 | The Chronicles of Narnia: The Voyage of the Dawn Treader | Reepicheep (voice)              |                                       | [ 1 ]                   |
| 2011 | Paul                                                     | Graeme Willy                    | Also co-writer                        | [ 2 ]                   |
| 2011 | Scrat's Continental Crack-up                             | Buck (stemme)                   | Kortfilm, arkivfilm                   |                         |
| 2011 | Tintin: Enhjørningens hemmelighed                        | Dupont (stemme)                 | Motion capture                        |                         |
| 2011 | Mission: Impossible – Ghost Protocol                     | Benji Dunn                      |                                       |                         |
| 2011 | The Death and Return of Superman                         | John Landis                     | Kortfilm                              |                         |
| 2012 | A Fantastic Fear of Everything                           | Jack                            | Også executive producer               |                         |
| 2012 | Ice Age: Continental Drift                               | Buck (voice)                    | Cameo, archive audio                  |                         |
| 2013 | Star Trek Into Darkness                                  | Montgomery "Scotty" Scott       |                                       |                         |
| 2013 | The World's End                                          | Gary King                       | Also co-writer and executive producer |                         |
| 2014 | Cuban Fury                                               | Mondeo Driver                   | Uncredited cameo                      |                         |
| 2014 | Hector and the Search for Happiness                      | Hector                          |                                       |                         |
| 2014 | Kill Me Three Times                                      | Charlie Wolfe                   |                                       |                         |
| 2014 | The Boxtrolls                                            | Hebert Trubshaw (voice)         |                                       |                         |
| 2015 | Man Up                                                   | Jack                            | Also executive producer               |                         |
| 2015 | Mission: Impossible – Rogue Nation                       | Benji Dunn                      |                                       |                         |
| 2015 | Absolutely Anything                                      | Neil Clarke                     |                                       |                         |
| 2015 | Star Wars: The Force Awakens                             | Unkar Plutt                     |                                       |                         |
| 2016 | Ice Age: Collision Course                                | Buck (voice)                    |                                       |                         |
| 2016 | Star Trek Beyond                                         | Montgomery "Scotty" Scott       | Also co-writer                        |                         |
| 2018 | The Cloverfield Paradox                                  | Radio Voice (voice)             |                                       |                         |
| 2018 | Ready Player One                                         | Ogden "Og" Morrow               |                                       |                         |
| 2018 | Terminal                                                 | Bill                            |                                       |                         |
| 2018 | Mission: Impossible – Fallout                            | Benji Dunn                      |                                       |                         |
| 2018 | Slaughterhouse Rulez                                     | Meredith Houseman               | Also executive producer               |                         |
| 2019 | Lost Transmissions                                       | Theo Ross                       |                                       |                         |
| 2019 | Piney: The Lonesome Pine                                 | Jackster (stemme)               | Kortfilm                              |                         |
| 2020 | Inheritance                                              | Morgan Warner                   |                                       |                         |
| 2021 | The Sparks Brothers                                      | John Lennon (voice)             |                                       |                         |
| 2021 | America: The Motion Picture                              | King James (voice)              |                                       |                         |
| 2022 | The Ice Age Adventures of Buck Wild                      | Buck (voice)                    |                                       |                         |
| 2022 | Luck                                                     | Bob (voice)                     |                                       |                         |
| 2023 | Mission: Impossible – Dead Reckoning Part One            | Benji Dunn / The Entity (voice) |                                       |                         |
| 2023 | Nandor Fodor and the Talking Mongoose                    | Nandor Fodor                    |                                       |                         |
| 2025 | Mission: Impossible – The Final Reckoning                | Benji Dunn                      | Post-production                       |                         |
| 2026 | Ice Age 6                                                | Buck (voice)                    | In production                         |                         |
| TBA  | Angels in the Asylum                                     | TBA                             | In production                         | [ 3 ] [ 4 ] [ 5 ] [ 6 ] |